# Philémon Cammaert
Antonius Maximilianus Philémon Cammaert (Lippelo, 7 maart 1856 - Bornem, 8 januari 1934) was een Belgisch brouwer, notaris en politicus.

## Levensloop
Brouwer Philemon Cammaert woonde in Bornem sinds zijn huwelijk in 1884 met Carolina Poppe. Ze was de kleindochter van Karel-Jaak Poppe (1799-1882), burgemeester en daarna schepen van Dendermonde.  Samen hadden ze 18 kinderen en 94 kleinkinderen. 
In 1904, werd hij aangesteld als burgemeester te Bornem in opvolging van Ferdinand de Marnix. Hij oefende dit mandaat uit tot 1921, waarna hij opgevolgd werd door Victor Daelemans als burgemeester. 
Vroeger bij de verkiezingen van 1898 en opnieuw bij de lokale verkiezingen van 1912 werd hij verkozen tot provincieraadslid.
Hij was eigenaar van het kasteeldomein Marselaer te Lippelo.
Ereteken : Herrineringsmedaille van de oorlog 1914-1918 en ridder in de Leopoldsorde.
1. ↑  Fiche Philémon Cammaert; GenealogieOnline.nl
2. ↑  Overlijdensbericht Antoine Cammaert; Delcampe.net
3. ↑  Kroniek van Kalfort, 1910 - 1915 (1); De Kalfortse Klok; pasen 2008
4. ↑  Doodsprentje Antonius Cammaert[dode link]; Delcampe.net